# Trite planiceps
Trite planiceps är en spindelart som beskrevs av Simon 1899. Trite planiceps ingår i släktet Trite och familjen hoppspindlar. Inga underarter finns listade i Catalogue of Life.